# Durchhausen
Durchhausen è un comune tedesco di 1 040 abitanti,, situato nel land del Baden-Württemberg.